# 吳仟峰
吳仟峰（1946年4月28日—），人稱「仔哥」，香港粵劇伶人，為粵劇名伶小武顧天吾末期弟子。因來自富有家庭，18歲已經在他父親籌組的「千寶劇團」當正印文武生。曾經與伍秀芳、陳好逑、鄭幗寶、李寶瑩、鍾麗蓉、羅艷卿、南紅、李香琴、吳美英、汪明荃、胡美儀、楊柳菁、謝雪心、尹飛燕、南鳳、王超群、陳詠儀等花旦合作演出。常演公子/才子佳人等。吳仟峰的妻子曾莎莉為「仟鳳劇團」等劇團的統籌人。

## 背景
吳仟峰原名吳展泓，祖籍廣東江門市鶴山。他畢業於新法書院。就讀小學時已經演出粵劇，並向名伶顧天吾及陳非儂拜師學藝。他於1960年正式入行。他初踏台板之時，藝名「吳千楓」，後聽從陳非儂前輩建議，改名吳千峰；再得撰曲家阮眉指點，改名吳仟峰。
吳仟峰對粵劇的興趣始於父親吳偉在吳仟峰童年時每天都邀請樂師回家開局和跟隨家人觀看粵劇。在耳濡目染下，他從小對粵劇產生興趣。吳仟峰曾跟隨顧天吾學習粵劇的基本功。及後在11歲，即1957年進入「香江粵劇學院」向陳非儂學藝。另外，他亦曾拜陳鐵英及劉洵為師。
1960年代於「千寶劇團」首次領班與李寶瑩合作演出。他在1960至1970年代於麗的電視主持《粵劇樂府》、《麗的歌壇》等節目，同時也參與拍攝粵語電影。
至1974年參與「頌千秋劇團」，與鄭幗寶以及鍾麗蓉合演。之後與伍秀芳組織「金龍劇團」到菲律賓義演。
為了讓「八和粵劇學院」首屆畢業生獲得更多演出機會，吳仟峰在1982年組成「日月星劇團」（由學生先演折子戲，再由他和李香琴、新海泉續演長劇）。此後他分別陸續於1986年組織「藝峰劇團」及1987年組成「金輝煌劇團」。到了1990年他又重新組成「日月星劇團」（與謝雪心合作），不久成立「仟鳳粵劇團」。2002年，他和胡美儀、盧海鵬合演時裝粵劇《新啼笑姻緣》。吳仟峰於於2015年11月舉行《吳仟峰舞台金禧五十載》演唱會慶祝其入行50年。
有感編劇人才斷層，行內欠缺好劇本，吳仟峰亦參與編劇工作。他寫的劇本多是歷史故事，例如《唐明皇與楊貴妃》及《梁天來告御狀》皆由吳仟峰改編，他為《梁天來告御狀》一劇所寫的《嘆五更》更成了籌款活動的名曲。

## 演出

### 開山劇目
- 《寶劍恩仇》
- 《錢秀才巧結鳳鸞》
- 《大鬧廣昌隆》[7]
- 《虎符》(2000年漢⾵粵劇研究院)
- 《唐明皇與楊貴妃》
- 《秦燕風雲》(2007年)
- 《光緒皇夜祭珍妃》
- 《玉簪記》

### 其他劇目
- 《啼笑姻緣》[8]
- 《唐明皇與楊貴妃》(2001年《四大美人》折⼦戲)
- 《熙寧變法》[9]
- 《烽火揚州》[10]
- 《金玉觀世音》，演韋護將軍[11]
- 《海瑞鬥嚴嵩》
- 《大赤壁賦》，演 孔明[12]
- 《白兔會之榮歸》
- 《辨才釋妖》

### 舞台劇
- 2016年：《偶然．徐志摩》 飾 徐申如[13]

### 節目主持
- 1966年：《麗的歌壇》
- 1968年：《粵劇樂府》

### 參與節目
- 2016年：《歡樂滿東華2016》

## 創作/ 改編劇目
- 《對花鞋》
- 《大紅袍》
- 《唐明皇與楊貴妃》(2004年)
- 《光緒皇夜祭珍妃》(2005年)
- 《沉香救母》(2008年)
- 《陳世美不認妻》(2008年)
- 《梁天來告御狀》(2012年)

## 外部連結
- 吳仟峰 Facebook用户生成内容
- 吳仟峰 art-mate.net用户生成内容（页面存档备份，存于）
- 吳仟峰在香港影庫上的簡介
- 互联网电影数据库（IMDb）上《聖火雄風(上集) (1966)》的资料（英文） 即(武林聖火令;第三集)
- 互联网电影数据库（IMDb）上《聖火雄風(下集) (1966)》的资料（英文） 即(武林聖火令;第四集)
- 互联网电影数据库（IMDb）上《聖火雄風大破火蓮陣 (1967)》的资料（英文） 即(武林聖火令;第五集)